# NGC 5262
NGC 5262 ist eine 14,2 mag helle linsenförmige Radiogalaxie vom Hubble-Typ E-S0 im Sternbild Kleiner Bär. Sie bildet zusammen mit dem Nicht-NGC-Objekt UGC 8595 eine gravitationell gebundene Doppelgalaxie. Sie ist etwa 417 Millionen Lichtjahre von der Milchstraße entfernt.
Das Objekt wurde am 5. Mai 1831 von John Herschel entdeckt.